# تتری تسقارو
تتری تسقارو (به گرجی: თეთრი წყარო) شهری در استان کومو کارتلی گرجستان است. جمعیت این شهر طبق سرشماری سال ۲۰۰۹ میلادی ۳٬۸۰۰ نفر بوده‌است.